# Joaquín Romero Murube

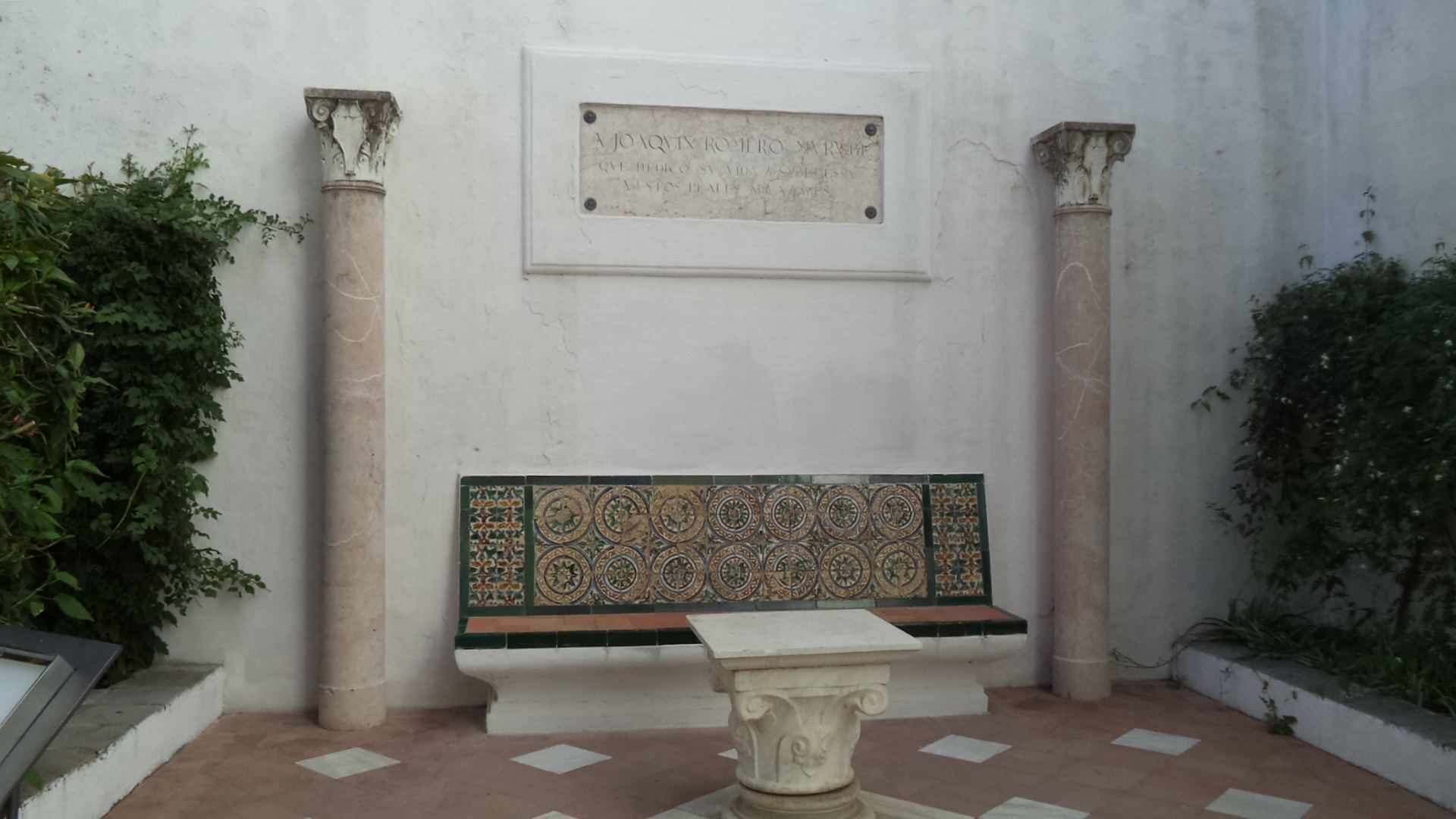
Columnas y una placa a Joaquín Romero Murube en un patio del Alcázar de Sevilla.

Joaquín Romero Murube (Los Palacios y Villafranca, provincia de Sevilla, 18 de julio de 1904-Sevilla, 15 de noviembre de 1969) fue un articulista y poeta de la generación del 27. Desde 1934 hasta su muerte fue director-conservador del Real Alcázar de Sevilla.

## Biografía
Nació en el municipio actual de Los Palacios y Villafranca, en la calle Real de Villafranca (para los palaciegos "Calle Real"), en el actual número 25, en el año 1904 y falleció en el año 1969.
Funcionario del Ayuntamiento de Sevilla y custodio de su Real Alcázar, desde su puesto como redactor-jefe de la sevillana revista poética Mediodía (1926-1929) se vinculó a las Vanguardias poéticas relacionadas con la Generación del 27, de la cual no formó parte. Impulsó la revista El Ala del Sur de Pedro Garfias, uno de los puntales del Ultraísmo.

## Obra
Entre sus libros poéticos destacan Prosarios (Sevilla, 1924), Sombra apasionada (1929), donde el autor alterna el Creacionismo, el Surrealismo, el Neopopularismo y el Clasicismo. La crítica ha señalado también el influjo de Ramón Gómez de la Serna, Valle-Inclán, José Bergamín y Pedro Salinas. La impronta de Federico García Lorca es visible en su segunda etapa poética, integrada por Siete romances (Sevilla, 1937), Canción del amante andaluz (Barcelona, Luis Miracle editor, 1941) y Kasida del olvido (Madrid, Editorial Hispánica, Adonais, 1945), continuado y ampliado en Tierra y canción (Madrid, Editora Nacional, 1948).
De sus ensayos destacan Dios en la ciudad, de 1934, incluido luego en Sevilla en los labios (Sevilla, Colección Mediodía, 1938); Discurso de la mentira (Madrid, Revista de Occidente, 1943), Memoriales y Divagaciones (Sevilla, 1951) y Los cielos que perdimos (Sevilla: Hermandad... Soledad, 1995). Investigó además sobre la figura de Francisco de Bruna y Ahumada (1965). En el género narrativo, iniciado muy pronto con novelas como La tristeza del Conde Laurel (1923) y Hermanita amapola (1925), hubo un largo paréntesis inactivo que se cerró con ...Ya es tarde (Sevilla, 1948) y Pueblo lejano (Madrid, Ínsula, 1954).
En 2004 fue recopilada su Obra Selecta en dos volúmenes, a cargo de los profesores Jacobo Cortines y Juan Lamillar.
En 2000 la Casa de ABC de Sevilla instituyó el premio que lleva su nombre con el propósito de reconocer los mejores trabajos periodísticos publicados durante un año en España.

## Estudios sobre su obra
- Juan Lamillar. Joaquín Romero Murube. La luz y el horizonte
- Manuel García García y A. Martínez. Joaquín Romero Murube: Siete Romances. Sevilla, Point de Lunettes, 2004. ISBN 978-84-932-4876-2